# Hôtel de Sambucy de Miers
L'Hôtel de Sambucy de Miers est un hôtel situé à Millau, dans le département de l'Aveyron.

## Localisation
L'hôtel est situé sur la commune de Millau.

## Historique
Édifice datant du Moyen Âge. Remanié au cours du XVIIe siècle, période durant laquelle il est acquis par Antoine de Sambucy.
L'édifice est inscrit au titre des monuments historiques en 1999.